# Lethocolea congesta
Lethocolea congesta là một loài rêu tản trong họ Acrobolbaceae. Loài này được (Lehm.) S.W. Arnell miêu tả khoa học lần đầu tiên năm 1955.